# Joaquín Grilo
Joaquín Grilo Mateos, ou plus simplement Joaquín Grilo (Jerez de la Frontera, 20 juillet 1968) est un bailaor (danseur) et chorégraphe espagnol de flamenco,.